# Страка (Терамо)
Страка (итал. Stracca) је насеље у Италији у округу Терамо, региону Абруцо.
Према процени из 2011. у насељу је живело 33 становника. Насеље се налази на надморској висини од 24 м.